# Tupua Tamasese Meaʻole

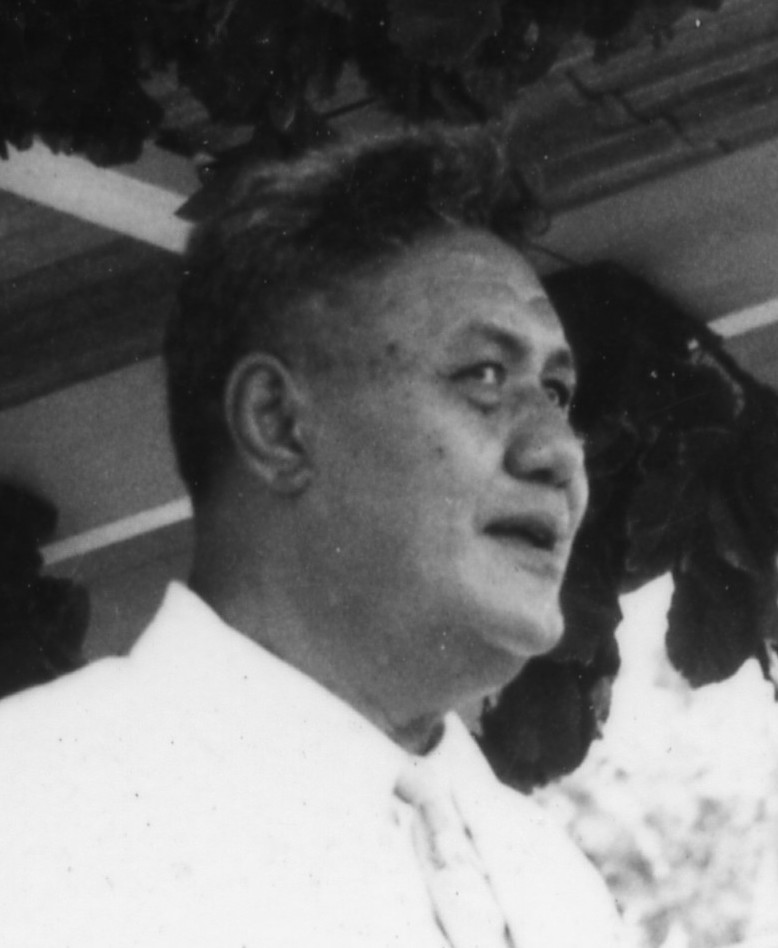
Meaʻole (1962)

Tupua Tamasese Meaʻole, CBE (* 3. Juni 1905; † 5. April 1963) war Tupua Tamasese von 1929 bis 1963, ein samoanischer Paramount chief. Er hielt das Amt des O le Ao o le Malo (Staatsoberhaupt von Samoa) zusammen mit Malietoa Tanumafili II. von 1962 bis zu seinem Tod im folgenden Jahr.

## Leben und Karriere
Er wurde 1905 als Sohn von Titimaea Tupua Tamasese geboren, dem er 1929 nachfolgte.
Unter der New Zealand Trusteeship of Samoa (1914–1962) war er einer der zwei Fautuas (Berater) der neuseeländischen Administration zusammen mit Malietoa Tanumafili II.
Er war einer der Autoren der Verfassung von Samoa nach der Unabhängigkeit.
Er wurde mit einem CBE (Commander of The Most Excellent Order of the British Empire) geehrt.
Ihm folgte sein Neffe Tupua Tamasese Lealofi IV. (1922–1983) als Tupua Tamasese nach, welchem wiederum Meaʻoles Sohn, Tupua Tamasese Tupuola Taisi Tufuga Efi folgte, der ehemalige Premierminister und jetzige O le Ao o le Malo.